# Liste der Biografien/Chaw
Liste der Biografien |
Portal Biografien |
Personensuche
# |
A |
B |
C |
D |
E |
F |
G |
H |
I |
J |
K |
L |
M |
N |
O |
P |
Q |
R |
S |
T |
U |
V |
W |
X |
Y |
Z |
?
 
Ca |
Cb |
Cc |
Ce |
Ch |
Ci |
Cj |
Ck |
Cl |
Cm |
Cn |
Co |
Cr |
Cs |
Ct |
Cu |
Cv |
Cw |
Cy |
Cz
 
Cha |
Chb |
Che |
Chh |
Chi |
Chk |
Chl |
Chm |
Chn |
Cho |
Chr |
Cht |
Chu |
Chv |
Chw |
Chy
 
Chaa |
Chab |
Chac |
Chad |
Chae |
Chaf |
Chag |
Chah |
Chai |
Chaj |
Chak |
Chal |
Cham |
Chan |
Chao |
Chap |
Chaq |
Char |
Chas |
Chat |
Chau |
Chav |
Chaw |
Chay |
Chaz
Die Liste der Biografien führt alle Personen auf, die in der deutschsprachigen Wikipedia einen Artikel haben. Dieses ist eine Teilliste mit 20 Einträgen von Personen, deren Namen mit den Buchstaben „Chaw“ beginnt.

## Chaw

### Chawa
- Chawa, Lol Mohammed (1939–2019), tschadischer Politiker, Präsident des Tschad
- Chawaf, Chantal (* 1943), französische Schriftstellerin
- Chawalit Waenthong (* 1987), thailändischer Fußballspieler
- Chawanow, Alexander Pawlowitsch (* 1972), russischer Eishockeyspieler
- Chawanwat Srisook (* 1990), thailändischer Fußballspieler

### Chawc
- Chawchiangkwang, Peerapol (* 1986), thailändischer Radrennfahrer

### Chawi
- Chawin Srichan (* 1992), thailändischer Fußballspieler
- Chawin, Wiktor Petrowitsch (1933–2015), russischer Mathematiker
- Chawinga, Tabitha (* 1996), malawische Fußballspielerin

### Chawk
- Chawki, Jim (* 1993), schwedischer Poolbillardspieler
- Chawkin, Boris Lwowitsch (* 1954), russischer Politikwissenschaftler und Historiker
- Chawkina, Ljubow Borissowna (1871–1949), russisch-sowjetisch Bibliothekswissenschaftlerin, Bibliografin und Hochschullehrerin

### Chawl
- Chawla, Juhi (* 1967), indisches Model und Schauspielerin
- Chawla, Kalpana († 2003), indisch-amerikanische AstronautinKalpana Chawla († 2003)

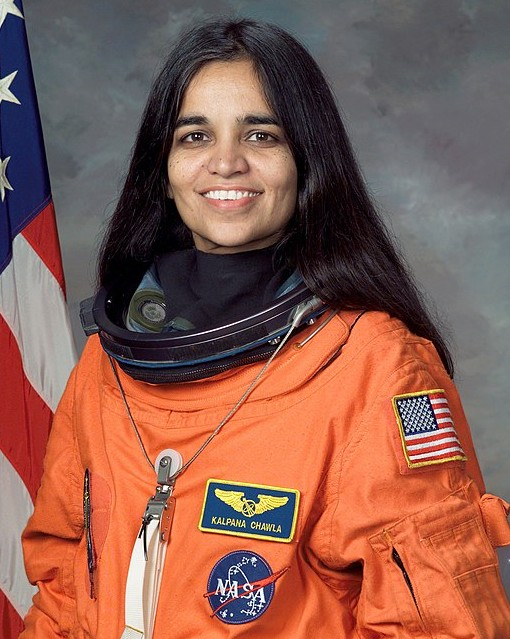
Kalpana Chawla († 2003)

- Chawla, Piyush (* 1988), indischer Cricketspieler
- Chawla, Tanja (* 1974), deutsche Volkswirtschaftlerin und Gewerkschafterin

### Chawo
- Chaworth, Maud de (* 1282), englische Adlige
- Chaworth, Patrick de, englischer Adliger und Militär

### Chawr
- Chawronina, Julija Jurjewna (* 1992), russische Handballspielerin

### Chaws
- Chawski, Sergei Wladimirowitsch (1928–2016), russischer Schachspieler und -trainer